# Josefina Demes
Josefina Demes (Khabab, 10 de dezembro de 1920 — Floriano, 17 de setembro de 2002) foi uma farmacêutica, professora, escritora, empresária, inventora e historiadora brasileira nascida na Síria.
Drª Josefina Demes foi uma das imigrante árabes de Floriano, sendo a primeira mulher com um título de graduação na região. Era farmacêutica-bioquímica e os florianenses reivindicam para ela a invenção da aguardente alemã, também conhecida como tintura de jalapa. Também é conhecida por sua importância na educação do estado do Piauí.

## Biografia
Nascida na Síria, mas registrada em Salvador, na Bahia, Josefina era filha de Auad José Demes e Séda Demes e irmã de Joseph Demes, Michel Demes, Maria Demes e José Demes Filho. Ela foi a primeira mulher na cidade de Floriano, no Piauí (cidade na qual era radicada) a se formar em um curso superior, sendo ela formada em farmácia pela Faculdade de Farmácia e Odontologia no estado do Ceará. Além da formação como farmacêutica, Josefina tinha diploma de normalista e chegou a cursar filosofia, porém não chegou a se formar. A síria trabalhava como farmacêutica em sua própria farmácia de manipulação, onde produzia a aguardente alemã, mas era como professora que Josefina se realizava, onde trabalhou 27 anos como professora e 25 anos como diretora. Josefina Demes considerava a cidade de Floriano como uma cidade sem história, pois não havia muitos registros históricos sobre essa cidade, então ela mesma decidiu escrever um livro sobre as pessoas da cidade. O livro se chama "Floriano: Sua História, Sua Gente".
Josefina Demes é considerada a imigrante síria mais importante da cidade de Floriano, no Piauí.

## Homenagens e dedicações
- Josefina foi homenageada pelo governo do Piauí, ao dedicarem seu nome em um campus da UESPI em Floriano-PI, onde a farmacêutica era radicada. Denominada Campus Drª Josefina Demes.[6]
- Josefina também foi homenageada pela Prefeitura, ao dedicarem seu nome em uma escola municipal em Floriano, onde a professora foi radicada. Denominada Escola Municipal Josefina Demes.[7]
- Foi agraciada, in memoriam, pelo governo do estado do Piauí com a Medalha do Mérito Renascença.